# Trachischium tenuiceps
Trachischium tenuiceps är en ormart som beskrevs av Blyth 1854. Trachischium tenuiceps ingår i släktet Trachischium och familjen snokar. Inga underarter finns listade i Catalogue of Life.
Denna orm förekommer i östra Nepal, i nordöstra Indien och i södra Tibet. Arten lever i bergstrakter mellan 800 och 2400 meter över havet. Individerna vistas i fuktiga skogar. Trachischium tenuiceps gräver i lövskiktet och i det översta jordlagret. Den har grodor och ödlor som föda. Honor lägger ägg.
Beståndet hotas antagligen av skogsröjningar. Populationens storlek är inte känd. IUCN listar arten med kunskapsbrist (DD).